# 우루시야마촌 (야마가타현)
우루시야마촌(漆山村)은 야마가타현 히가시오키타마군에 있던 촌이다. 현재의 난요시 중심부의 북서일대, 야마가타 철도 플라워 나가이선 아리하타역 주변에 해당한다.

## 역사
- 1889년 4월 1일 - 정촌제 시행에 의해 3촌의 구역을 가지고 성립하였다.
- 1955년 2월 1일 - 미야우치정, 가네야마촌 ,요시노촌과 합병해 미야우치정이 성립, 동일 우루시야마촌은 폐지되었다.

## 교통

### 철도
촌내에  일본국유철도 나가이선 (현・ 야마가타 철도 플라워 나가이선 )이 통과하지만 역은 존재하지 않았다. 현재는 오리하타역이 위치해 있다. 

### 도로
- 오타키 가도  (현・야마가타현 도로 5호 야마가타 난요선)

## 참고문헌
- 角川日本地名大辞典 6 山形県